# Élections municipales espagnoles de 1987
Des élections municipales en Espagne ont lieu le 10 juin 1987.